# 阿姆施泰滕 (下奥地利州)
阿姆施泰滕（德語：Amstetten，德語發音：[amˈʃtɛtn̩] ⓘ）是位於奧地利下奧地利州的一個城市。阿姆施泰滕是阿姆施泰滕县的行政中心，截至2020年1月1日，有人口23,816人。在2008年4月，由於奧地利禁室亂倫案的曝光致使阿姆施泰滕一時成為國際媒體的焦點。